# سیارک ۲۷۳۶۸
سیارک ۲۷۳۶۸ (به انگلیسی: 27368 Raytesar، نامگذاری:2000EW36)۲۷۳۶۸مین سیارک کشف شده‌است که در ۰۸ مارس ۲۰۰۰ کشف شد.